# Les Misérables (musical)
Les Misérables, col·loquialment conegut com Les Mis o Les Miz és un musical compost el 1980 pel compositor francès Claude-Michel Schönberg amb llibret d'Alain Boublil i lletres de Herbert Kretzmer. El 8 d'octubre de 2006 celebrà el seu 21è aniversari al West End londinenc i va esdevenir el musical de més llarga durada, amb 9.500 funcions. La producció continua al Queen's Theatre de Londres, i actualment ja fa 38 anys que es representa.
Basat en la novela homònima de Victor Hugo de 1862, situada a la França d'inicis del segle xix, la trama segueix les històries dels diversos personatges mentre lluiten per la redempció o la revolució. Els personatges principals estan envoltats d'un conjunt que inclou prostitutes, estudiants revolucionaris, treballadors de la fàbrica, i d'altres.
La partitura guanyadora del Premi Tony inclou la cançó I Dreamed a Dream, que Fantine canta com un solo en el primer acte. Nombrosos artistes professionals han enregistrat diverses versions d'aquesta cançó des de l'estrena del musical a l'octubre de 1985, incloent Neil Diamond, Aretha Franklin, David Essex o Michael Crawford. El 2009 aquesta cançó tornà a popularitzar-se quan la cantant amateur Susan Boyle la interpretà al concurs de televisió Britain's Got Talent. Àngels Gonyalons va incloure una versió en català dins del seu espectacle Memory. La cançó On My Own, interpretada pel personatge d'Éponine, va ser un altre gran èxit del musical.

## Rerefons
Originalment publicat com un àlbum conceptual, la primera adaptació escènica musical de Les Misérables va presentar-se al Sports Arena de París el 1980.Aquesta producció tancà 3 mesos després, quan expirà el contracte.
El 1982, sis mesos després d'haver estrenat Cats a Londres, el productor Cameron Mackintosh va rebre una còpia de l'àlbum conceptual francès de mans del director Peter Farago. Farago havia quedat impressionat per aquell treball, i demanà a Mackintosh que produís una versió anglesa de l'espectacle. Si bé en un inici no ho veié clar, finalment Mackintosh acceptà.
Mackintosh va organitzar un equip de producció per adaptar el musical francès al públic anglès. Després de dos anys de desenvolupament, la versió anglesa s'estrenà a Londres el 8 d'octubre de 1985 al Barbican Arts Centre. Les crítiques van ser negatives, i els acadèmics de literatura van condemnar l'espectacle per haver convertit un clàssic de la literatura francesa en un musical. L'opinió del públic diferí totalment de la de la premsa, i la taquilla assolí el rècord de venda d'entrades. Els 3 mesos d'actuacions al Barbican es realitzaren amb plens cada funció i les crítiques van millorar.

## Rebuda
La producció de Broadway s'estrenà el 12 de març de 1987, representant-se fins al 18 de maig de 2003, després de 6.680 funcions. Actualment és el tercer musical més longeu de Broadway de tota la història. El 9 de novembre del 2006 s'estrenà un revival al Broadhurst Theatre Broadway completament reorquestrat.
Va ser nominat a 12 Premis Tony, guanyant-ne 8, incloent el de Millor Musical i el de Millor Banda Sonora. Les Misérables es van situar en primer lloc en una enquesta feta entre els oients de la BBC Radio 2 sobre els Musicals Essencials del País realitzada el juny del 2005, rebent més del 40% dels vots.
Les Misérables va ser un dels musicals britànics que ocuparen els escenaris de Broadway durant la dècada dels 80, juntament amb Cats, The Phantom of the Opera i Miss Saigon.

## Emblema

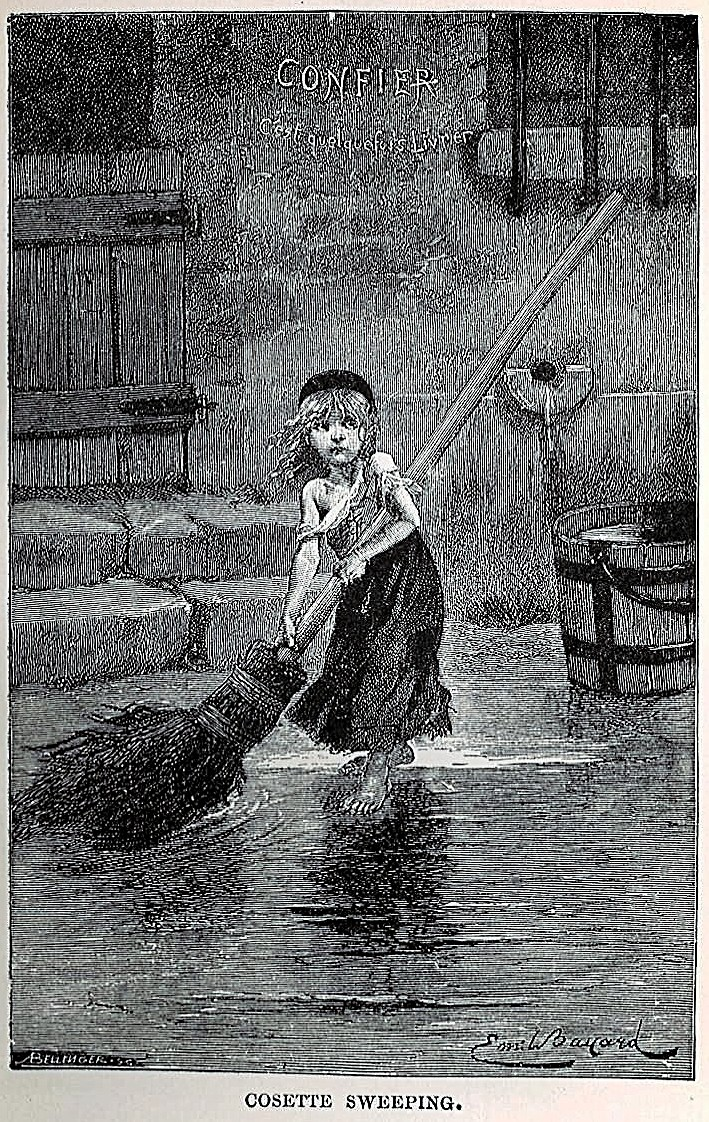
La il·lustració en la que es basa l'emblema del musical.

L'emblema del musical és un dibuix de la petita Cosette escombrant la taberna dels Thenardier, normalment mostrada com un retrat del cap i les espatlles, amb la bandera francesa al darrere. El disseny es basa en la il·lustració d'Émile Bayard que apareix a l'edició original de la novel·la, de 1862.

## Sinopsi

### I Acte
Pròleg: 1815, Digne
Les Misérables comença a una presó de Toló (França) el 1815, on els presoners estan condemnats a treballs forçats (Work Song). Jean Valjean és alliberat per Javert sota paraula d'honor després de 19 any de treballs forçats per robar un tros de pa i múltiples intents de fugida, però descobreix que el passaport groc que porta l'assenyala com un ex-presidiari (On Parole). Després de veure's rebutjat per tothom, només el Bisbe de Digne el tracta amb consideració. Malgrat això Valjean, amb el cor envilit per tants anys de presidi, el paga robant-li uns coberts de plata. Quan Valjean és arrestat per la policia queda bocabadat perquè el Bisbe menteix a la policia per salvar-lo, donant-li a més dos preciosos canelobres també de plata (Valjean Arrested, Valjean Forgiven). Valjean decideix començar la seva vida de nou (Valjean Soliloquy / What Have I Done?).
1823. Montreuil-sur-Mer
Han passat 8 anys i Valjean, que ha trencat la seva paraula d'honor i ha adoptat el nom de Monsieur Madeleine, ha aconseguit ascendir fins esdevé propietari d'una fàbrica i batlle de la població. Una de les seves treballadores, Fantine, té una filla il·legítima. Quan les altres dones se n'assabenten, demanen que la despatxin de la feina (At the End of the Day). El capatàs, les insinuacions del qual han estat rebutjades per Fantine, la despatxa.
Fantine canta sobre els seus somnis trencats i sobre el pare de la seva filla que les va abandonar (I Dreamed a Dream). Cercant desesperadament diners per comprar medicaments per a la seva filla, Fantine ven el seu medalló, el seu cabell i, finalment, es ven a si mateixa unint-se a unes meuques (Lovely Ladies). Degradada pel seu nou ofici, discuteix amb un client i està a punt de ser portada a la presó per Javert (Fantine's Arrest), quan arriba el batlle i la fa portar de seguida a un hospital.
Poc després, el batlle rescata un home atrapat sota un carro (The Runaway Cart), i Javert recorda la força anormal del pres 24601, Jean Valjean, fugitiu a qui ha persegut durant anys, però que finalment la justícia ha capturat. Valjean, incapaç d'enviar a un home innocent a la presó en el seu lloc, confessa al jutge que ell és el presoner 24601 (Who Am I? – The Trial).
A l'hospital, Valjean promet a la moribunda Fantine que trobarà la seva filla, Cosette, i en tindrà cura (Come to Me / Fantine's Death). Javert arriba per detenir-lo (The Confrontation), però ell se li torna a escapar.
1823, Montfermeil
La petita Cosette ha viscut durant 5 anys amb els imfames Thénardier, que tenen una fonda a Montfermeil, i que han esclavitzat la pobre nena mentre consenteixen la seva pròpia filla, Éponine. Cosette somia amb una vida millor (Castle on a cloud), abans que Mme. Thénardier l'enviï a buscar aigua enmig de la foscor. Mentre la fonda s'omple al vespre, els Thénardiers utilitzen nombrosos mètodes per estafar als seus clients (Master of the House). Valjean troba Cosette i paga als Thénardier 1.500 francs per emportar-se-la amb ell a París (The Waltz of Treachery).
1832, París
Han passat 9 anys, i a la ciutat de París regna la incertesa per l'estat de salut del líder popular, el General Lamarque, l'únic home del govern que sent els problemes del poble. El petit Gavroche està en el seu element enmig de les meuques i els pobres que omplen els carrers, mentre que els estudiants Marius Pontmercy i Enjolras discuteixen sobre Lamarque (Look Down).
Una de les bandes que omplen els carrers és la dirigida per Thénardier i la seva dona. Es preparen per assaltar Valjean, que Thénardier ha reconegut com l'home que es va emportar Cosette (The Robbery). Éponine veu en Marius, de qui n'està enamorada en secret, i l'adverteix perquè marxi, però Marius topa accidentalment amb Cossete i se n'enamora al moment. Els Thénardier no aconsegueixen robar en Vajlean, que és ajudat per Javert (Javert's Intervention); però aquest no el reconeix fins que ha marxat. Enmig de la foscor de la nit, Javert compara la seva cacera de Valjean i la justícia amb l'ordre de les estrelles (Stars). Mentrestant Marius, tot i que no sap el nom de Cosette, persuadeix a una dubitativa Éponine perquè l'ajudi a trobar-la (Éponine's Errand).
Una reunió política en un petit cafè aplega un grup d'estudiants idealistes que es preparen per a la Revolució que tindrà lloc amb la mort del General Lamarque (The ABC Cafe – Red and Black). Marius hi arriba tard. Quan Gavroche porta la notícia de la mort, els estudiants, dirigits per Enjolras, surten al carrer a la recerca del suport popular. (Do You Hear the People Sing?)
Cosette és a casa seva, sumida pensant en Marius, de qui s'ha enamorat. Valjean observa que la seva filla està molt amoïnada, però es nega a explicar-li res sobre el seu passat o el de la seva mare (Rue Plumet – In My Life). Malgrat els seus sentiments cap a Marius, Éponine el porta a casa de Cosette, on els enamorats es troben (A Heart Full of Love), i aconsegueix avortar un intent de robatori de la banda del seu pare (The Attack on Rue Plumet). Valjean, convençut que Javert li segueix les passes, comunica a Cosette que es prepari per abandonar el país. A la vigília de la Revolució, tots els protagonistes veuen la situació des de diversos angles: Cosette i Marius es desesperen davant la possibilitat de no tornar-se a veure més, Éponine lamenta la pèrdua de Marius, mentre que Valjean espera la seguretat de l'exili. Els Thénardier pensen en el botí que podran recollir durant el caos, Javert planeja espiar els estudiants i aprendre els seus secrets, i aquests es preparen per lluitar per un futur millor (One Day More).

### II Acte

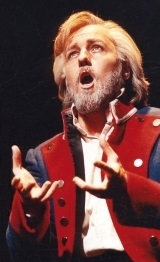
Bring him home

Els estudiants es preparen per a construir la barricada (At the Barricade – Upon These Stones). Javert, vestit com un dels rebels, s'ofereix per espiar les tropes del govern. Marius, veient Éponine entre els revolucionaris, l'envia al carrer Plumet amb una carta per a Cosette. És interceptada per Valjean, qui descobreix el motiu de la tristesa de la seva filla. Éponine, malgrat el que ha promès a Valjean, decideix tornar amb Marius a la barricada (On My Own).
La barricada s'ha alçat, i els revolucionaris estan disposats a vèncer o morir (At the Barricade). Javert torna i diu als estudiants que el govern els atacarà (Javert's Arrival), però és identificat per Gavroche (Little People). Mentre que torna a la barricada, i protegint en Marius, Éponine rep un tret i mor en braços de Marius (A Little Fall of Rain). Valjean arriba a la barricada cercant Marius quan esclata la primera batalla, i salva Enjolras disparant a un franctirador (The First Attack). Com a recompensa, els estudiants li donen l'oportunitat de matar en Javert, però ell el deixa marxar, i fins i tot li dona la seva adreça (Bring Him Home).
Els estudiants es preparen per passar la nit a la barricada (Drink With Me). Valjean, mentrestant, resa per la salvació de Marius davant la matança que ha de venir (Bring him home). L'endemà, Enjolras s'adonà que la gent els ha abandonat, i fa marxar les dones i els nens, però decideix continuar la lluita (Dawn of Anguish). La munició comença a mancar i Gavroche surt per recollir-ne dels cadàvers, però rep un tret i mor (The Second Attack / Death of Gavroche). En el darrer assalt a la barricada, tots els rebels moren, el seu líder Enjolras inclòs (The Final Battle).
Valjean, però, aconsegueix escapar, carregant un Marius inconscient, per les clavegueres. Allà es troben a Thénardier, que roba als cadàvers rient, mentre diu que fa un servei a la ciutat (Dog Eats Dog). Roba un anell a Marius però, en veure en Valjean, fuig. Quan Valjean arriba a la sortida, es troba amb Javert de nou. Li prega poder deixar Marius amb un metge, i incomprensiblement, Javert accepta. Abandonant els sagrats principis de la Justícia i bocabadat davant la pietat de Valjean, el deixa lliure i se suïcida llançant-se al Sena (Javert's Suicide).
Un grup de dones surten, plorant per les víctimes i per la fallida insurrecció (Turning). Per la seva banda, Marius plora la mort dels seus amics (Empty Chairs at Empty Tables). Ignorant la identitat del seu salvador, es recupera en mans de Cosette (Every Day). Valjean confessa al noi la veritat del seu passat i insisteix que, després que la jove parella s'hagi casat, ell desapareixerà (Valjean's Confession). Enmig del casament de Marius i Cosette (Wedding Chorale), apareixen els Thénardier per fer xantatge a Marius. Thénardier assegura que el pare de Cosette no és més que un assassí i, com a prova, li dona un anell que robà a un cadàver al Sena el dia en què van caure les barricades: és l'anell de Marius, i aquest comprèn que va ser Valjean qui el rescatà aquella nit. Ell i Cosette van a la recerca de Valjean, mentre els Thénardier gaudeixen de la festa i celebren la seva supervivència (Beggars at the Feast).
Valjean es prepara per a la seva mort, car ja no li queda res per viure. Quan els fantasmes de Fantine i Éponine arriben per endur-se'l, arriben Cosette i Marius. Valjean finalment narra a Cosette tota la seva història abans de morir (Valjean's Death), unint-se als esperits de Fantine, Éponine i de tots aquells que van morir a les barricades (Finale).

## Números musicals
| Cançó                                                 | Intèrpret(s)                                                                                            |
| ----------------------------------------------------- | --- |
| Overture                                              | Orchestra                                                                                               |
| Prologue: Work Song                                   | Presoners, Javert, Valjean                                                                              |
| Prologue: On Parole                                   | Valjean, Granger, Treballador, Hostaler, Hostalera, Bisbe de Digne                                      |
| Prologue: Valjean Arrested, Valjean Forgiven          | Policies, Bisbe de Digne                                                                                |
| Prologue: What Have I Done?                           | Valjean                                                                                                 |
| Quand un jour est passé / At the End of the Day       | Pobres, Capataç, Treballadors, Noies de la Fàbrica, Fantine, Valjean                                    |
| J'avais rêvé d'une autre vie / I Dreamed a Dream      | Fantine                                                                                                 |
| Tu viens, chéri / Lovely Ladies                       | Mariners, Vella, Fantine, Meuques, Xulo                                                                 |
| Fantine's Arrest                                      | Bamatabois, Fantine, Javert, Valjean                                                                    |
| The Runaway Cart                                      | Gent del poble, Valjean, Fauchelevant, Javert                                                           |
| Comment faire? / Who Am I? / The Trial                | Valjean                                                                                                 |
| La Mort de Fantine / Fantine's Death: Come to Me      | Fantine, Valjean                                                                                        |
| La Confrontation / Confrontation                      | Javert, Valjean                                                                                         |
| Une poupée dans la vitrine / Castle on a Cloud        | Young Cosette, Madame Thénardier                                                                        |
| Maître Thénardier / Master of the House               | Thénardier, Madame Thénardier, Clients                                                                  |
| La Transaction/ The Bargain / Waltz of Treachery      | Thénardier, Valjean, Madame Thénardier, Cosette Nena                                                    |
| Bonjour Paris / Look Down                             | Gavroche, Pobres, Vella, Prostituta, Xulo, Enjolras, Marius                                             |
| The Robbery                                           | Thénardier, Madame Thénardier, Marius, Éponine, Valjean, Cosette                                        |
| Javert's Intervention                                 | Javert, Thénardier                                                                                      |
| Sous les étoiles / Stars                              | Javert                                                                                                  |
| Éponine's Errand                                      | Éponine, Marius                                                                                         |
| Rouge et Noir / ABC Cafe / Red and Black              | Estudiants, Enjolras, Marius, Grantaire, Gavroche                                                       |
| À la volonté du peuple / Do You Hear the People Sing? | Enjolras, Estudiants, Pobres                                                                            |
| Dans ma vie / Rue Plumet – In My Life                 | Cosette, Valjean, Marius, Éponine                                                                       |
| Le Cœur au bonheur / A Heart Full of Love             | Marius, Cosette, Éponine                                                                                |
| Le Casse de la rue Plumet / Attack on the Rue Plumet  | Thénardier, Lladres, Éponine, Marius, Valjean, Cosette                                                  |
| Le Grand Jour / One Day More!                         | Valjean, Marius, Cosette, Éponine, Enjolras, Javert, Thénardier, Madame Thénardier, Gavroche, Companyia |

| Cançó                                                                       | Intèrpret(s)                                                      |
| --------------------------------------------------------------------------- | ----------------------------------------------------------------- |
| La Première Barricade / Building the Barricade (Upon These Stones)          | Enjolras, Javert, Marius, Éponine, Valjean                        |
| Mon histoire / On My Own                                                    | Éponine                                                           |
| Sur la barricade / At the Barricade                                         | Enjolras, Estudiants, Oficial de l'Exèrcit                        |
| Javert sur la barricade-Je sais ce qui se trame / Javert's Arrival          | Javert, Enjolras                                                  |
| C’est la faute à.../ Little People                                          | Gavroche, Estudiants, Enjolras, Javert                            |
| Un peu de sang qui pleure / A Little Fall of Rain                           | Éponine, Marius                                                   |
| Valjean sur la barricade / Night of Anguish                                 | Enjolras, Marius, Valjean, Estudiants                             |
| La Première Attaque / The First Attack                                      | Enjolras, Estudiants, Valjean, Javert                             |
| Souviens-toi des jours passés / Drink With Me                               | Grantaire, Estudiants, Dones, Marius                              |
| Comme un homme / Bring Him Home                                             | Valjean                                                           |
| Dawn of Anguish                                                             | Enjolras, Estudiants                                              |
| La Seconde Attaque-Mort de Gavroche / The Second Attack (Death of Gavroche) | Gavroche, Enjolras, Marius, Valjean, Feuilly, Estudiants          |
| La Dernière Attaque / The Final Battle                                      | Oficial de l'Exèrcit, Enjolras, Estudiants                        |
| The Sewers                                                                  | Orquestra                                                         |
| Fureurs cannibales / Dog Eat Dog (The Sewers)                               | Thénardier                                                        |
| Le Suicide de Javert / Javert's Suicide                                     | Javert, Valjean                                                   |
| Tourne, tourne/ Turning                                                     | Dones                                                             |
| Seul devant ces tables vides / Empty Chairs at Empty Tables                 | Marius                                                            |
| Every Day                                                                   | Marius, Cosette                                                   |
| Le Cœur au bonheur / A Heart Full of Love (Reprise)                         | Marius, Cosette, Valjean                                          |
| L'aveu de Jean Valjean / Valjean's Confession                               | Marius, Valjean                                                   |
| Sonnez, sonnez / Wedding Chorale                                            | Convidats, Thénardier, Marius, Madame Thénardier, Marius, Cosette |
| Mendiants à la fête / Beggars at the Feast                                  | Thénardier, Madame Thénardier                                     |
| Valjean's Death                                                             | Valjean, Fantine, Cosette, Marius, Éponine                        |
| Finale                                                                      | Companyia                                                         |

## Personatges
Llistats en ordre d'aparició:
| Personatge         | Veu                    | Descripció |
| ------------------ | ---------------------- | --- |
| Jean Valjean       | tenor                  | Valjean és alliberat de la presó després d'estar-hi tancat 19 anys per robar un tros de pa i múltiples intents de fugida. Trenca la seva paraula i canvia la seva identitat, arribant a ser l'alcalde d'una petita ciutat. Adopta a Cosette, la filla de Fantine. |
| Javert             | baríton o baix-bariton | Respectant la llei per damunt de tot, Javert persegueix sense treva a Valjean, esperant portar davant la justícia al convicte fugit. |
| El Bisbe de Digne  | baríton                | El bisbe allotja a Valjean després de ser alliberat de la presó i li dona diversos objectes en plat i l'absolució. |
| Fantine            | mezzo-soprano          | Una treballadora que perd la seva feina i acaba sent una prostituta per tal de pagar que els Thénardiers cuidin la seva filla. |
| Cosette Nena       | treble                 | La filla de Fantine, que tot i els seus 8 anys ha de treballar per als Thénardiers. |
| Madame Thénardier  | mezzo-soprano          | L'esposa sense escrúpols de Thénardier. |
| Éponine Nena       | silent                 | La filla de 8 anys dels Thénardiers. Creix amb Cosette i no és gens amable amb ella. |
| Thénardier         | baríton o tenor        | Un lladregot veterà de Waterloo, que porta una posada. |
| Gavroche           | boy soprano            | Gavroche és un marrec dels carrers que mor a la barricada ajudant als revolucionaris. |
| Enjolras           | baríton o tenor        | L'estudiant líder dels revolucionaris. |
| Marius             | tenor                  | Un estudiant revolucionari, amic d'Éponine i enamorat de Cosette. |
| Éponine            | mezzo-soprano/belt     | Filla dels Thénardiers, enamorada en secret de Marius. |
| Cosette            | soprano                | Cosette, filla de Fantine, s'ha fet gran i és una noia molt maca; afillada de Valjean. També s'enamora de Marius, amb el que es casarà. |
| Amics del Cafè ABC | baríton                | Estudiants revolucionaris que porten a terme una revolució i moren en ella, esdevenint màrtirs dels drets dels ciutadans. |
| Grantaire          | baríton o tenor        | Grantaire és un membre del Cafè ABC. És l'oposat a Enjolras i no creu en res. Només hi és car està amb Enjolras. ships Enjolras. |

## Diferències entre el musical i la novel·la
Entre la novel·la i el musical existeixen diverses diferències, probablement a causa de temps. El bisbe té un paper molt més gran a la novel·la, ocupant diverses pàgines de discussió a l'inici. Al musical només apareix en una escena a l'inici de l'espectacle. A la novel·la la descripció del temps passat per Valjean a Toló i com el va afectar també és molt més ample.
El rerefons de Javert també és descrit més detalladament a la novel·la. Al musical només s'hi refereix en una ocasió, quan canta "I was born inside a jail, I was raised with scum like you, I am from the gutter too." (Vaig néixer en una presó, vaig créixer amb la púrria com tu, soc de les clavegueres com tu). La mare de Javert era una prostituta gitana, i el seu pare era un lladre. Javert va haver d'encarar la discriminació de ben petit, i va veure en la seva dedicació a la justícia i a la llei l'únic mitjà per a redimir-se als ulls de Déu. Tot i això, a la novel·la, Javert és ateu.
M. i Mme. Thénardier no són tan còmics com semblen ser a Master of the House. A la novel·la apareixen com a vils i malvats. No obstant això, en totes dues versions és evident la seva absoluta mancança moral.
Al musical, Éponine té un aspecte i una personalitat apropable, té un sentit ètic i té una descripció simpàtica. A la novel·la té una germana petita, Azelma, que no apareix al musical. A l'epíleg de la novel·la, Azelma viatja amb M. Thénardier a Amèrica on ell acaba sent un marxant d'esclaus, mentre que la seva esposa feia temps que havia mort a la presó. Al musical, ambdós Thénardiers sobreviuen, mentre que la seva única filla mor. A l'àlbum conceptual francès, Azelma sí que és mencionada.
A la novel·la, el jove Gavroche és el germà d'Éponine. Al musical, en canvi, sempre parla dels Thénardiers en tercera persona, assumint-se que simplement és un orfe dels carrers.
A la novel·la, M. Thénardier va lluitar en la batalla de Waterloo. Mentre busca or en els cadàvers, un home mig mort, el coronel George Pontmercy (pare de Marius), creu que li ha salvat la vida. A la novel·la, Marius sempre parla sobre l'home que va salvar la vida del seu pare. Tot això s'omet al musical.
Marius viu amb el seu avi, M. Gillenormand, que a la versió francesa del musical té una petita intervenció, que després s'eliminà. A la novel·la, en canvi, M. Gillenormand té un paper molt més gran.
Els Amics de l'ABC són una societat intel·lectual, tant a la novel·la com al musical. Quan cau la barricada, al musical tots cauen en el combat, mentre que a la novel·la, Enjolras i Grantaire són afusellats junts.

## Història de la producció

### La producció original francesa
L'escriptor de cançons francès Alain Boublil va tenir la idea d'adaptar la novel·la de Victor Hugo en un musical mentre veia una funció del musical Oliver! a Londres:
Tan bon punt vaig veure entrar en escena Artful Dodger, em va venir al cap en Gavroche. Va ser com un cop al plexe solar. Vaig començar a veure els personatges de Les Misérables de Victor Hugo —Valjean, Javert, Gavroche, Cosette, Marius i Éponine— al cap, rient, plorant i cantant en escena. 
Boublil va comentar la idea al compositor francès Claude-Michel Schonberg, i van redactar el resum del que creien que funcionaria com a musical. Van analitzar cada estat mental i emocional dels personatges, així com els del públic veient l'espectacle. Llavors, Schönberg començà a escriure la música. Dos anys després es completà una demo en casset de dues hores de durada, en què Claude-Michel cantava tots els personatges acompanyant-se ell mateix al piano. S'enregistrà un àlbum d'aquesta col·laboració als CTS Studios de Wembley, publicat el 1980, que va vendre 260.000 còpies. Aquell any es produí una versió escènica de l'àlbum al Palais des Sports de París. Va ser dirigida pel veterà director cinematogràfic Robert Hossein. L'espectacle va ser tot un èxit, amb 100 funcions vistes per uns 500.000 espectadors.

### La producció de Londres
La versió anglesa, amb lletres de Herbert Kretzmer i material addicional de James Fenton, va ser substancialment estesa i revisada a partir d'una traducció literal feta per Siobhan Bracke a partir de la versió original de París, amb l'addició d'un pròleg per a explicar l'origen de Valjean. El treball de Kretzmer no va ser una traducció directa del francès, un terme que Kretzmer rebutja emprar. Un terç de les lletres angleses eren una traducció, un altre terç eren una adaptació de les lletres franceses, i el terç final era material nou.
La primera producció en anglès, produïda per Cameron Mackintosh i adaptada i dirigida per Trevor Nunn i John Caird, s'estrenà el 8 d'octubre de 1985 (5 anys després de la producció original francesa) al Barbican Arts Centre de Londres. Formava part del programa de la RSC del Barbican Theatre com a "The Royal Shakespeare Company presentation of the RSC/Cameron Mackintosh production", i les funcions prèvies s'iniciaren el 28 de setembre de 1985.
L'escenografia era obra de John Napier, el vestuari era de Andreane Neofitou i la il·luminació era de David Hersey. La supervisió musical i les orquestracions eren de John Cameron, que havia col·laborat amb l'espectacle d'ençà que Boublil & Schönberg el cridaren per a orquestrar l'àlbum conceptual original francès.
La producció era protagonitzada per Colm Wilkinson com a Jean Valjean, Frances Ruffelle com a Éponine, Rebecca Caine com a Cosette, Patti LuPone com a Fantine, Roger Allam com el persistent Inspector Javert, Michael Ball com a Marius, Zoe Hart com a Cosette nena, Susan Jane Tanner com a Madame Thénardier, David Burt com a Enjolras, Ian Tucker i Oliver Spencer com a Gavroche, i Alun Armstrong com el malvat però còmic Thénardier.
El 4 de desembre de 1985, l'espectacle passà al Palace Theatre, Londres, i el 3 d'abril de 2004 tornà a traslladar-se, aquest cop al molt més íntim Queen's Theatre, amb algunes revisions en la posada en escena. El 5 de gener de 2010 celebrà la seva 10.000 funció. El timbaler de l'enregistrament original, Peter Boita, encara hi treballa, i és l'únic músic associat a Les Misérables des de l'inici.
La coproducció de Les Misérables ha generat uns grans beneficis per a la Royal Shakespeare Company.

### La producció de Broadway
Després d'una estada de molt d'èxit a Washington DC, Les Misérables va estrenar-se a Broadway el 12 de març de 1987 al Broadway Theatre. Colm Wilkinson i Frances Ruffelle van tornar a interpretar els seus personatges de la producció de Londres. Amb un rècord de vendes anticipades, la producció de Nova York havia recuperat els seus 4,5 milions de dòlars d'inversió abans de la primera funció.
En la posada en escena es modificaren diversos efectes de llum. A més, s'eliminaren dues cançons (la versió completa de la cançó de Gravroche "Little People", i la cançó de Cosette adulta "I Saw Him Once". Una breu secció a l'inici de "In My Life" substituí "I Saw Him Once". A la lletra de "Stars" se li modificà el final.
El repartiment original de Broadway incorporava David Bryant com a Marius, Judy Kuhn com a Cosette, Michael Maguire com a Enjolras, Frances Ruffelle com a Éponine, Braden Danner com a Gavroche, Donna Vivino com a Cosette nena, Jennifer Butt com a Madame Thénardier, Leo Burmester com a Thénardier, Randy Graff com a Fantine i Terrence Mann com a Javert. Entre els altres membres del repartiment hi havia Kevin Marcum, Paul Harman, Anthony Crivello, John Dewar, Joseph Kolinski, Alex Santoriello, Jesse Corti, Susan Goodman, John Norman, Norman Large, Marcus Lovett, Steve Shocket, Cindy Benson, Marcie Shaw, Jane Bodle, Joanna Glushak, Ann Crumb, Kelli James, Gretchen Kingsley-Weihe i Chrissie McDonald.
El musical s'interpretà fins al 10 d'octubre de 1990, quan es traslladà a l'Imperial Theatre. Estava previst que la darrera funció fos el 15 de març del 2003, però la cloenda es posposà a causa d'una revifada en l'interès del públic. Quan tancà, després de 6.680 funcions durant 16 anys, era el segon musical de més llarga durada a Broadway, després de Cats. Actualment ocupa la tercera posició (des del 2006, The Phantom of the Opera ocupa la primera posició).
La producció original de Broadway de Les Misérables i el seu cartell són temes recurrents a la novel·la de Bret Easton Ellis American Psycho.

### Revival de Broadway de 2006
Només 3 anys després de tancar la producció original, Les Misérables començà un retorn limitat a Broadway el 9 de novembre de 2006 al Broadhurst Theatre. El 19 de desembre del 2006 s'anuncià que Les Misérables s'estendria fins a l'1 de setembre de 2007.
Usant els decorats, el vestuari, els intèrprets i d'altres recursos de la producció de la tercera gira nacional pels Estats Units, la producció va ser lleugerament alterada. Entre els canvis realitzats hi havia un nou vestuari per a Cosette, l'ús de projeccions en color sobre el seu disseny d'il·luminació, i un prosceni que s'estenia per les dues primeres llotges de cada costat de l'escenari.
Alguns canvis fets anteriorment durant la seva estada original a Broadway es van recuperar. Es va modificar la lletra de l'escena de la mort de Gavroche, i gran part de l'espectacle va ser reorquestrat per Christopher Janke, que en va reduir el nombre de músics necessaris dels 23-25 originals a només 14.
El repartiment original del revival del 2006 de Broadway incloïa Alexander Gemignani com a Jean Valjean, Norm Lewis com a Javert, Daphne Rubin-Vega com a Fantine, Celia Keenan-Bolger com a Éponine, Aaron Lazar com a Enjolras, Adam Jacobs com a Marius Pontmercy, Ali Ewoldt com a Cosette, Gary Beach com a Thénardier, Jenny Galloway com a Madame Thénardier, Austyn Myers com a Gavroche, Steve LeFayt com a bisbe de Digne i Drew Sarich com a Grantaire.
Des del 6 de març de 2007, Lea Salonga va interpretar la Fantine. Ann Harada va substituir Jenny Galloway com a Mme. Thénardier el 4 de març de 2007. Ben Davis s'uní al repartiment interpretant en Javert, i Max von Essen interpretà Enjorlas. Judy Kuhn, que havia estat la primera Cosette, tornà a The Misérables vint anys després, aquesta vegada com a Fantine i subsituïnt Lea Salonga, que prèviament havia interpretat el paper d'Eponine.
El 27 de setembre de 2007, la President de les Filipines Gloria Macapagal-Arroyo assistí a la funció per veure la seva compatriota Lea Salonga en el paper de Fantine. Aquell any, Les Misérables va tancar temporalment a causa de la vaga de tramoistes de Broadway.
El revival tancà definitivament el 6 de gener de 2008. Juntament amb les 6.680 funcions de la producció original, Les Misérables s'interpretà 7.176 vegades a Broadway.

### Concert a Londres del 10è aniversari
El 8 d'octubre de 1995, Les Misérables celebrà el seu desè aniversari amb un concert al Royal Albert Hall. El concert era pràcticament sencer: hi faltaven només algunes escenes, incloent-hi "La mort de Gavroche" i la confrontació entre Marius i Thénardier al casament. Sir Cameron Mackintosh trià el repartiment, que es va anomenar Les Misérables Dream Cast i que va reunir membres de totes les produccions del món. El concert concloïa amb Valjeans de diverses produccions internacionals cantant "Do You Hear The People Sing?" en els seus idiomes nadius.

### Altres actuacions en concert
El musical també ha estat interpretat en concert al castell de Cardiff i al sud d'Anglaterra, produït per Earl Carpenter Concerts. Una versió en concert protagonitzada per Jeff Leyton també va ser interpretada a l'Odyssey Arena de Belfast. El 1989 es realitzà un concert al Toronto Skydome, i la major producció en concert va atraure fins a 125.000 persones com a part de les celebracions del Australia Day al Domain Park de Sydney. La gira de concerts escandinava, produïda per Cameron Mackintosh en associació amb Noble Art, protagonitzada per l'estrella dels musicals danesa Stig Rossen, commemorà el 200è aniversari del naixement de Víctor Hugo. Entre les seus d'aquesta gira hi havia el Stockholm Globen, l'Oslo Spektrum, el Helsinki Hartwell Areena i el Gothenburg Scandinavium, que van aplegar 150.000 persones.
El febrer de 2008, Les Misérables va ser interpretat al BIC de Bournemouth, Anglaterra, amb un repartiment format per estrelles del West End, acompanyats de l'orquestra simfònica de Bournemouth. L'agost de 2008, una versió concertant, dirigida per Richard Jay-Alexander, va ser interpretada al Hollywood Bowl. El repartiment incloïa estrelles de Les Mis com J. Mark McVey com a Valjean, la protagonista de The Office Melora Hardin com a Fantine, Brian Stokes Mitchell com a Javert, la protagonista de Spring Awakening Lea Michele com a Eponine, el guanyador del Tony per Jersey Boys John Lloyd Young com a Marius, Tom Lowe com a Enjolras, Michael McCormick com a Thenardier, Ruth Williamson Com a Mademe Thenardier, Michele Maika com a Cosette, Maddie Levy com a Cosette nena i Sage Ryan com a Gavroche.
El setembre de 2008 el musical va ser interpretat al St. John Loveridge Hall de Guernsey, amb un repartiment d'intèrprets del West End. Fou la primera vegada que s'interpretava professionalment a l'illa on Victor Hugo va escriure la novel·la. El març de 2009, la producció de Guernsey es va interpretar al Fort Regent de Jersey, i el juliol del 2009 el musical va ser interpretat en concert a de l'illa de Wight.

### Produccions internacionals
Les Misérables ha estat produïda en 38 països i traduïda a 21 idiomes: anglès, francès, alemany (en 2 ocasions, a Àustria i a Alemanya), castellà (en 3 ocasions, a Espanya, a l'Argentina i a Mèxic), japonès, hebreu, hongarès, islandès, noruec (en bokmål i nynorsk), polonès, suec, holandès (a Holanda i a Bèlgica), danès, finès, brasiler, estonià, txec, basc i català. Incloent-hi singles i promos, hi ha més de 55 enregistraments oficials de les produccions d'arreu del món.
La marca NR indica que la producció no és una rèplica de la producció de Londres.
| País /Ciutat    | Teatre                           | Estrena                | Cloenda                | Notes |
| --------------- | -------------------------------- | ---------------------- | ---------------------- | --- |
| París           | Palais des Sports                | 17 de setembre de 1980 | 14 de desembre de 1980 | (NR) |
| Londres         | Barbican Theatre                 | 8 d'octubre de 1985    |                        | La producció passà al Palace Theatre el 4 de desembre. A l'abril del 2004, passà al Queen's Theatre.                                                                                                  |
| Washington DC   | Kennedy Center Opera House       | 27 de desembre de 1986 | 14 de febrer de 1987   | |
| Nova York       | Broadway Theatre                 | 12 de març de 1987     | 18 de maig de 2003     | La producció passà al Imperial Theatre a l'octubre de 1990. |
| Tòquio          | Imperial Theatre                 | 17 de juny de 1987     | 30 de novembre de 1987 | La producció ha realitzat diverses gires pel Japó, representant-se a Nagoya, Osaka, Sendai, Sapporo i Tokio. En repertori des de 1987.                                                                |
| Tel-Aviv        | Cameri Theatre                   | 9 d'agost de 1987      | 31 de març de 1989     | (NR) |
| Szeged          | Rock Theatre                     | 14 d'agost de 1987     | 21 d'agost de 1987     | (NR) |
| Budapest        | Vigszinhaz Theatre               | 14 de setembre de 1987 | 21 de setembre de 1987 | (NR) – En repertori. |
| Sydney          | Theatre Royal                    | 27 de novembre de 1987 | 15 de juliol de 1989   | La producció va realitzar una gira per Austràlia i Nova Zelanda, interpretant-se a Perth, Melbourne, Adelaide, Brisbane i Auckland.                                                                   |
| Boston, MA      | Shubert Theatre                  | 15 de desembre de 1987 | 26 de juny de 1988     | Primera gira pels Estats Units, amb parades a Washington D.C.; Philadelphia; Chicago; Detroit; Baltimore i Los Angeles. La gira va concloure a Chicago el 29 de setembre de 1991.                     |
| Reykjavik       | Teatre Nacional d'Islàndia       | 26 de desembre de 1987 | 5 de juny de 1988      | (NR) |
| Oslo            | Det Norske Teatret               | 17 de març de 1988     | 31 de desembre de 1988 | |
| Los Angeles, CA | Shubert Theatre                  | 1 de juny de 1988      | 23 de juliol de 1989   | Segona gira pels Estats Units, amb parades a San Francisco, on va concloure el 27 de gener de 1991.                                                                                                   |
| Viena           | Raimund Theatre                  | 15 de setembre de 1988 | 31 de març de 1990     | |
| Tampa, FL       | Tampa Bay Performing Arts Center | 28 de novembre de 1988 | 11 de desembre de 1988 | Tercera gira pels Estats Units amb parades a 145 ciutats, 43 estats, incloent funcions al Canadà, Singapur i Xina. La gira va concloure a St. Louis el 23 de juliol de 2006                           |
| Toronto         | Royal Alexandra Theatre          | 15 de març de 1989     | 26 de maig de 1989     | Gira pel Canadà, amb representacions a 145 ciutats, 43 estats, incloent funcions a Calgary; Vancouver; Montreal (repartiment bilingüe); Winnipeg; Ottawa; Edmonton; Hamilton; Honolulu, HI; i Regina. |
| Gdynia          | Teatr Muzyczny                   | 30 de juny de 1989     |                        | (NR) – En repertori. |
| Estocolm        | Cirkus Theatre                   | 12 d'octubre de 1990   | 14 de desembre de 1991 | |
| Amsterdam       | Carre Theatre                    | 28 de febrer de 1991   | 20 de desembre de 1991 | La producció passà al Cirkustheater de Scheveningen, tancant el 8 de març de 1992. |
| Odense          | Odense Teater                    | 20 d'abril de 1991     | 22 de juny de 1991     | (NR) |
| París           | Mogador Theatre                  | 23 d'octubre de 1991   | 24 de maig de 1992     | (NR) |
| Manchester      | Palace Theatre                   | 14 d'abril de 1992     | 1 de maig de 1993      | La producció s'interpretà a Dublín i Edímburg |
| Praga           | Vinorhady Theatre                | 25 de juny de 1992     | 13 de setembre de 1992 | (NR) |
| Madrid          | Teatro Nuevo Apolo               | 16 de setembre de 1992 | 29 de maig de 1994     | |
| Copenhaguen     | Ostre Gasvaerk Teater            | 27 de desembre de 1992 | 31 de desembre de 1993 | (NR) |
| Dublín          | Point Theatre                    | 30 de juny de 1993     | setembre de 1993       | |
| Edimburg        | Edinburgh Playhouse              | 23 de setembre de 1993 | 19 de febrer de 1994   | |
| Manila          | Meralco Theatre                  | 7 d'octubre de 1993    | 31 d'octubre de 1993   | (NR) |
| Singapur        | Kallang Theatre                  | 3 de febrer de 1994    | 17 de febrer de 1994   | La tercera gira estatunidenca va fer un viatge especial a Singapur. |
| Duisburg        | Music Hall                       | 26 de gener de 1996    | 28 de novembre de 1999 | |
| Singapur        | Kallang Theatre                  | 28 de febrer de 1996   | 31 de març de 1996     | La producció viatjà a Hong Kong, Seul, i Ciutat del Cap (Sud-àfrica) |
| Karlstad        | Karlstads Teater                 | 15 d'octubre de 1996   | 27 d'abril de 1997     | (NR) |
| Aalborg         | Aalborg Teater                   | 14 de novembre de 1996 | 4 de gener de 1997     | (NR) |
| Nova York       | Imperial Theatre                 | 12 de març de 1997     |                        | Funció especial del 10è Aniversari |
| Sydney          | Theatre Royal                    | 29 de novembre de 1997 | 13 de juny de 1998     | Gira del 10è Aniversari, amb funcions a Melbourne; Auckland, New Zealand; Perth i Brisbane. |
| Anvers          | Music Hall                       | 24 de maig de 1998     | 25 d'abril de 1999     | Aquesta producció va ser interpretada tant en francès com en flamenc. |
| Aarhus          | Aarhus Theatre                   | 4 de setembre de 1998  | 31 de desembre de 1999 | (NR) |
| Hamilton        | City Hall                        | 5 d'octubre de 1998    | 17 d'octubre de 1999   | (NR) |
| Hèlsinki        | City Theatre                     | 25 de febrer de 1999   | 29 de maig de 1999     | (NR) – En repertori |
| Herning         | Kongrescenter                    | 15 d'abril de 1999     | 30 de maig de 1999     | (NR) |
| Mahebourg       | Municipal Theatre                | 12 de juny de 1999     | 28 de juny de 1999     | (NR) |
| Tel-Aviv        | Performing Arts Center           | 20 de juliol de 1999   | 4 de setembre de 1999  | (NR) |
| Budapest        | Performing Arts Center           | 20 de novembre de 1999 |                        | (NR) – En repertori |
| Buenos Aires    | Teatro Opera                     | 22 de març de 2000     | 15 d'octubre de 2000   | |
| Göteborg        | Operahuset                       | 22 d'abril de 2000     | 23 de setembre de 2000 | (NR) |
| Bonn            | Opera Bonn                       | 8 d'abril de 2001      | 7 de juliol de 2001    | (NR) |
| São Paulo       | Teatro Abril                     | 25 d'abril de 2001     |                        | |
| Heidelberg      | Roadside Theatre                 | 11 de maig de 2001     | 10 de juny de 2001     | (NR) |
| Chemnitz        | Opernhaus                        | 21 d'octubre de 2001   |                        | (NR) – En repertori |
| Mèxic DF        | Centro Cultural Telmex           | 14 de novembre de 2002 | 30 d'agost de 2004     | |
| Saarbrücken     | Staatstheater                    | 7 de desembre de 2002  |                        | (NR) – En repertori |
| Dessau          | Anhalitisches Theatre            | 21 de març de 2003     | 27 de juny de 2003     | (NR) |
| Bolmo           | Moster Amfi                      | 8 d'agost de 2003      | 16 d'agost de 2003     | (NR) |
| Praga           | Goja Music Hall                  | 16 de setembre de 2003 |                        | (NR) – En repertori |
| Trondheim       | Goja Music Hall                  | 25 de febrer de 2006   | 14 d'octubre de 2005   | |
| Belgrad         | Madlenianum Opera and Theatre    | 18 d'octubre de 2007   |                        | (NR) – En repertori |
| Lillestrøm      | Akershus Teater                  | 29 de gener de 2007    |                        | (NR) |
| Quebec          | Theatre Du Capitole              | 2008                   |                        | (NR) |
| Rotterdam       | Luxor Theatre                    | 20 d'abril de 2008     | 4 de gener de 2009     | (NR) |
| Amsterdam       | Carré Theatre                    | 17 de gener de 2009    | 22 de febrer de 2009   | |
| Oslo            | Oslo Nye Teater                  | 4 de febrer de 2009    | 20 de juny de 2009     | (NR) |
| Copenhaguen     | Det Ny Teater                    | 17 de setembre de 2009 | 31 de desembre de 2009 | (NR) |
| Cardiff         | Wales Millennium Centre          | 12 de desembre de 2009 | 16 de gener de 2010    | (NR) – La girà commemorà el 25è Aniversari, amb funcions a Manchester; Norwich; Birmingham; Edinburgh, Paris i Londres                                                                                |
| Varsòvia        | Teatr Muzyczny Roma              | 20 de setembre de 2010 |                        | |
| Madrid          | Teatro Lope de Vega              | 18 de novembre de 2010 | 24 de juliol de 2011   | (NR) – Gira de celebració del 25è aniversari |
| Barcelona       | Barcelona Teatre Musical         | 29 de setembre de 2011 | 18 de març de 2012     | (NR) – Gira de celebració del 25è aniversari |

### Edició escolar deLes Misérables
Després que de The King's Theatre, The King's School i la Tara Anglican School for Girls de Sydney, Austràlia, adquirissin els drets per fer la versió sencera a finals del 2000, desenvolupà una versió escolar, disponible només per produccions amb un repartiment completament aficionat i de menors de 19 anys.
L'edició escolar talla un munt de material de l'espectacle original. Està dividit en 30 escenes, si bé s'han retirat les escenes o les cançons "crítiques", i té entre 20 i 30 minuts menys de duració que la versió "oficial". Hi ha diversos canvis vocals: "What Have I Done?", el soliloqui de Valjean, "Stars" de Javert, "A Little Fall of Rain" d'Éponine i Marius, "Turning" per les dones de la Revolució i "Castle on a Cloud" perden un vers. La cançó "Fantine's Death/Confrontation" és editada, eliminant el duel entre Valjean i Javert. "Dog Eats Dog" de Thénardier és truncada, com "Beggars at the Feast", amb la cançó que la precedeix, "Wedding Chorale" queda considerablement retallada.

## Adaptació cinematogràfica
Tot i que s'han realitat nombroses pel·lícules sobre la història de Les Misérables, fins al 2012 no s'havia produït encara cap adaptació cinematogràfica del musical, encara que era un projecte en marxa des de finals dels anys 80.
En un primer moment, es comentà que Alan Parker n'estava preparant una adaptació. El 1992, Cameron Mackintosh anuncià que la pel·lícula seria dirigida per Bruce Beresford, però un temps després s'abandonà el projecte.
Després del concert commemoratiu del 25è aniversari del musical, l'octubre del 2010, Mackintosh mateix en va anunciar la represa, la qual s'encarregà al director Tom Hooper (Oscar al millor director el 2011 per El discurs del rei) i al guionista William Nicholson. El rodatge començà el març del 2012 i tingué lloc a diversos indrets de Winchester i Hampshire, a Anglaterra, així com a París.
Les Misérables fou estrenada a Londres el 5 de desembre del 2012, i als cinemes espanyols el dia de Nadal del mateix any. La pel·lícula ha estat nominada per a quatre Globus d'Or, incloent-hi Millor pel·lícula musical o còmica, Millor actor musical o còmic per a Hugh Jackman, Millor actriu secundària per a Anne Hathaway i Millor cançó original.

## Enregistraments

### Anglès
En anglès hi ha 4 enregistraments disponibles: el Repartiment Original de Londres, el Repartiment Original de Broadway, l'Enregistrament Simfònic Complet i el Concert del 10è Aniversari.

#### Enregistrament del Repartiment Original de Londres
L'enregistrament del repartiment original de Londres va ser el primer àlbum en anglès del musical. Enregistrat el 1985, quan l'espectacle estava recent estrenat, és el més proper a l'àlbum conceptual francès. Per exemple, "Stars" apareix abans de "Look Down", i poc després, apareix la versió original de "Little People", que posteriorment passaria a formar part de l'escena en que Javert és descobert. També apareix una cançó anomenada "I Saw Him Once", cantada per Cosette, que posteriorment seria incorporada com la primera part de "In My Life".
L'enregistrament inclou a Colm Wilkinson com Valjean, Roger Allam com Javert, Patti LuPone com Fantine, Alun Armstrong com Thénardier, Susan Jane Tanner com Mme. Thénardier, Frances Ruffelle com Éponine, Ian Tucker com Gavroche, Michael Ball com Marius, David Burt com Enjolras i Rebecca Caine com Cosette.

#### Enregistrament del Repartiment Original de Broadway
Aquest enregistrament va produir-se el 1987. Incloïa diversos canvis a les cançons que encara avui són evidents a les funcions. Com el seu predecessor, l'enregistrament és incomplet, i deixa de banda cançons que són més importants narrativament que no pas musicalment (com per exemple, "Fantine's Arrest", "The Runaway Cart", "The Final Battle").
L'enregistrament inclou a Colm Wilkinson com Valjean, Terrence Mann com Javert, Randy Graff com Fantine, Leo Burmester com Thénardier, Jennifer Butt com Mme. Thénardier, Frances Ruffelle com Éponine, Braden Danner com Gavroche, David Bryant com Marius, Michael Maguire com Enjolras id Judy Kuhn com Cosette.

#### Enregistrament Complet Simfònic
Enregistrat el 1988 i publicat el 1989, l'Enregistrament Complet Simfònic presenta la partitura completa (l'enregistrament del Revival Txec és l'únic àlbum que també presenta la partitura sencera en qualsevol llengua). El pla original de Cameron Mackintosh era fer servir el repartiment australià, però l'espectre augmentà per crear un repartiment internacional compost per intèrprets de les principals versions del musical. Va ser enregistrat en 3 llocs diferents.
L'àlbum, produït per David Caddick i dirigit per Martin Koch, guanyà el Premi Grammy a Millor Àlbum de Repartiment d'un Espectacle el 1991. El repartiment inclou a Gary Morris com Valjean, Philip Quast com Javert, Debra Byrne com Fantine, Gay Soper com Mme. Thénardier, Barry James com Thénardier, Kaho Shimada com Éponine, Michael Ball com Marius, Anthony Warlow com Enjolras, i Tracy Shayne com Cosette.

#### Concert del 10è Aniversari
L'enregistrament del 10è Aniversari va ser una versió en concert de "Les Misérables", realitzada al Royal Albert Hall a l'octubre de 1995, realitzat amb una orquestra sencera i cor. Totes les parts eren cantades en viu. L'enregistrament va ser realitzat sense pauses o múltiples enregistraments. Com tots els enregistraments originals, aquesta edició ometia certes parts, tot i que diferien a altres enregistraments: es van mantenir algunes parts vitals per a la trama com "Fantine's Arrest" o "The Runaway Cart", mentre que altres peces molt complexes o innecessàries, com "At the Barricade", van ser abandonades.
El repartiment incloïa a Colm Wilkinson com Valjean, Philip Quast com Javert, Ruthie Henshall com Fantine, Alun Armstrong com Thénardier, Jenny Galloway com Mme. Thénardier, Lea Salonga com Éponine, Adam Searles com Gavroche, Hannah Chick com Cosette Nena, Michael Ball com Marius, Michael Maguire com Enjolras, Judy Kuhn com Cosette i Anthony Crivello com Grantaire.

#### Altres llengües
Hi ha diversos enregistraments del musical en idiomes diversos:
- 1980 – Àlbum original francès
- 1987 – Repartiment original israelià
- 1988 – Repartiment original hongarès
- 1988 – Repartiment original vienès
- 1990 – Repartiment original suec
- 1991 – Repartiment original neerlandès
- 1991 – Repartiment del revival de París
- 1992 – Repartiment original txec
- 1992 – Repartiment original danès
- 1993 – Repartiment original castellà
- 1994 – Repartiment japonès "Blau"
- 1994 – Repartiment japonès "Vermell"
- 1996 – Repartiment original de Duisburg
- 1996 – Repartiment suec de Värmland
- 1998 – Repartiment original d'Anvers
- 2003 – Repartiment japonès "Taronja"
- 2003 – Repartiment japonès "Verd"
- 2003 – Repartiment japonès "Blau Clar"
- 2003 – Repartiment japonès "Violeta"
- 2004 – Repartiment del revival txec
- 2008 – Repartiment del revival neerlandès
- 2008 – Repartiment de Quebec.

### Enregistraments no comercials
S'han realitzat diversos enregistraments, tot i que mai s'han arribat a vendre:
- 1987 – Repartiment de la Ràdio Israeliana
- 1993 – Repartiment coreà (el CD va arribar a vendre's, tot i que trencà les lleis dels copyright i va ser prohibit)
- 1994 – Enregistrament en basc
- 2000 – Enregistrament argentí
- 2001 – Enregistrament de Gdynia
- 2002 – Enregistrament de Mèxic
- 2003 – Highlights de Berlín
- 2006 – Concert de 21è Aniversari

## Premis i nominacions

### Producció original de Londres
| Any  | Premi                  | Categoria                                   | Nominat(s)                                  | Resultat   | Ref.   |
| ---- | ---------------------- | ------------------------------------------- | ------------------------------------------- | ---------- | ------ |
| 1985 | Premi Laurence Olivier | Millor Musical                              | Millor Musical                              | Nominat    | [ 21 ] |
| 1985 | Premi Laurence Olivier | Millor Actor de Musical                     | Colm Wilkinson                              | Nominat    | [ 21 ] |
| 1985 | Premi Laurence Olivier | Millor Actor de Musical                     | Alun Armstrong                              | Nominat    | [ 21 ] |
| 1985 | Premi Laurence Olivier | Millor Actriu de Musical                    | Patti LuPone                                | Guanyadora | [ 21 ] |
| 2012 | Premi Laurence Olivier | Premi del Públic a l'Espectacle més Popular | Premi del Públic a l'Espectacle més Popular | Guanyador  | [ 22 ] |

### Producció original de Broadway
| Any  | Premi                                    | Categoria                                         | nominat(s)                                 | Resultat   | Ref.   |
| ---- | ---------------------------------------- | ------------------------------------------------- | ------------------------------------------ | ---------- | ------ |
| 1987 | Premi Tony                               | Millor Musical                                    | Millor Musical                             | Guanyador  | [ 23 ] |
| 1987 | Premi Tony                               | Millor Llibret de Musical                         | Alain Boublil i Claude-Michel Schönberg    | Guanyadors | [ 23 ] |
| 1987 | Premi Tony                               | Millor Banda Sonora                               | Claude-Michel Schönberg i Herbert Kretzmer | Guanyadors | [ 23 ] |
| 1987 | Premi Tony                               | Millor Actor Protagonista de Musical              | Colm Wilkinson                             | Nominat    | [ 23 ] |
| 1987 | Premi Tony                               | Millor Actor Protagonista de Musical              | Terrence Mann                              | Nominat    | [ 23 ] |
| 1987 | Premi Tony                               | Millor Actor de Repartiment de Musical            | Michael Maguire                            | Guanyador  | [ 23 ] |
| 1987 | Premi Tony                               | Millor Actriu de Repartiment de Musical           | Judy Kuhn                                  | Nominada   | [ 23 ] |
| 1987 | Premi Tony                               | Millor Actriu de Repartiment de Musical           | Frances Ruffelle                           | Guanyadora | [ 23 ] |
| 1987 | Premi Tony                               | Millor Direcció de Musical                        | Trevor Nunn ì John Caird                   | Guanyador  | [ 23 ] |
| 1987 | Premi Tony                               | Millor Escenografia de Musical                    | John Napier                                | Guanyador  | [ 23 ] |
| 1987 | Premi Tony                               | Millor Vestuari                                   | Andreane Neofitou                          | Nominat    | [ 23 ] |
| 1987 | Premi Tony                               | Millor Il·luminació                               | David Hersey                               | Guanyador  | [ 23 ] |
| 1987 | Premi Drama Desk                         | Musical Més Destacat                              | Musical Més Destacat                       | Guanyador  |        |
| 1987 | Premi Drama Desk                         | Actor de Musical Més Destacat                     | Colm Wilkinson                             | Nominat    |        |
| 1987 | Premi Drama Desk                         | Actor de Repartiment Més Destacat en un Musical   | Michael Maguire                            | Guanyador  |        |
| 1987 | Premi Drama Desk                         | Actriu de Repartiment Més Destacada en un Musical | Judy Kuhn                                  | Nominat    |        |
| 1987 | Premi Drama Desk                         | Orquestracions Més Destacades                     | John Cameron                               | Guanyador  |        |
| 1987 | Premi Drama Desk                         | Música Més Destacada                              | Claude-Michel Schönberg                    | Guanyador  |        |
| 1987 | Premi Drama Desk                         | Escenografia Més Destacada                        | John Napier                                | Guanyador  |        |
| 1987 | Premi del New York Drama Critics' Circle | Millor Musical                                    | Millor Musical                             | Guanyador  |        |
| 1988 | Premis Grammy                            | Millor àlbum de teatre musical                    | Millor àlbum de teatre musical             | Guanyador  |        |
| 1991 | Premis Grammy                            | Millor àlbum de teatre musical                    | Millor àlbum de teatre musical             | Guanyador  | [ 24 ] |